# Copa Libertadores 1988
W dwudziestej dziewiątej edycji Copa Libertadores udział wzięło 21 klubów reprezentujących wszystkie kraje zrzeszone w CONMEBOL. Każde z 10 państw wystawiło po 2 kluby, nie licząc broniącego tytułu urugwajskiego klubu CA Peñarol, który awansował do 1/8 finału bez gry.
Peñarol nie tylko nie zdołał obronić tytułu, ale odpadł już w ćwierćfinale, przegrywając dwumecz z argentyńskim klubem San Lorenzo de Almagro. W finale zamiast Peñarolu wystąpił drugi z dwójki wielkich klubów urugwajskich – Club Nacional de Football. Puchar Wyzwolicieli pozostał w rękach urugwajskich, gdyż w finale Nacional pokonał argentyński klub CA Newell’s Old Boys, który pierwszy raz w swej historii dotarł tak wysoko.
W pierwszym etapie 20 klubów podzielono na 5 grup po 4 drużyny. Z każdej grupy do następnej rundy awansowały dwa najlepsze zespoły. Jako jedenasty klub do półfinału awansował broniący tytułu Peñarol.
W 1/8 finału wylosowano pięć par, które wyłoniły pięciu ćwierćfinalistów. Szósty ćwierćfinalista wylosował pusty los i awansował bez gry. Tym klubem okazał się broniący tytułu Peñarol.
W ćwierćfinale wylosowano trzy pary, które wyłoniły trzech półfinalistów. Czwartym półfinalistą był jeden z trójki przegranych, który miał najlepszy dorobek. Tym klubem był Newell’s Old Boys, który uległ w ćwierćfinale Nacionalowi. Oba te zespoły miały ponownie spotkać się w finale turnieju.
W półfinale dwie pary wyłoniły dwóch finalistów. W finale nie obowiązywała różnica bramkowa i choć po porażce 0:1 Nacional wygrał u siebie 3:0, sędzia zarządził dogrywkę. Dopiero w tym momencie zaczęły liczyć się bramki i drużyna Newell’s Old Boys, by odrobić straty, musiała strzelić w ciągu 30 minut 2 gole, czego jednak nie zdołała zrobić.
Kolejny świetny występ zaliczył kolumbijski klub América Cali, który w półfinale minimalnie uległ Nacionalowi. Oba te zespoły spotkały się w fazie grupowej, gdzie Nacional był drugi za Américą. W fazie grupowej rewelacyjnie spisały się kluby boliwijskie, które wyeliminowały zespoły z Paragwaju. Znów słabo spisały się kluby z Brazylii. Tak się złożyło, że jedynym zespołem, który w turnieju nie zdobył żadnej bramki był broniący tytułu Peñarol.
Nacional jest wyjątkowym triumfatorem z tego powodu, że poniósł w trakcie turnieju sromotną porażkę 1:6 z kolumbijską drużyną Millonarios FC. Usprawiedliwieniem może być fakt, że drużyna urugwajska miała wtedy już zapewniony awans do 1/8 finału.

## 1/16 finału

### Grupa 1Chile,Wenezuela
| 20.07 Táchira San Cristóbal – Marítimo Caracas 0:0                                                                               |
| 20.07 CD Universidad Católica – CSD Colo-Colo 1:0 - Ruben Alberto Espinoza                                                       |
| 28.07 Táchira San Cristóbal – CD Universidad Católica 0:1 - Luis Pérez                                                           |
| 31.07 Marítimo Caracas – CD Universidad Católica 0:0                                                                             |
| 02.08 Marítimo Caracas – CSD Colo-Colo 0:1 - Raúl Elías Ormeño                                                                   |
| 05.08 Táchira San Cristóbal – CSD Colo-Colo 0:1 - Ricardo Dabrowski                                                              |
| 11.08 CSD Colo-Colo – CD Universidad Católica 2:2 - Óscar Rojas, Jaime Augusto Pizarro – Eduardo Vilches, Juvenal Mario Olmos    |
| 11.08 Marítimo Caracas – Táchira San Cristóbal 1:1 - Hebert Márquez – Cuestas                                                    |
| 16.08 CD Universidad Católica – Marítimo Caracas 2:1 - Soto, Osvaldo Heriberto Hurtado – Hebert Márquez                          |
| 19.08 CSD Colo-Colo – Marítimo Caracas 1:0 - Jaime Augusto Pizarro                                                               |
| 23.08 CSD Colo-Colo – Táchira San Cristóbal 2:0 - Juan Soto, Jaime Augusto Pizarro                                               |
| 26.08 CD Universidad Católica – Táchira San Cristóbal 3:1 - Ruben Alberto Espinoza, Juvenal Mario Olmos, Mario Lepe – C. Pajurek |

| Klub                    | Mecze | Zw | Rem | Por | Pkt | BrZd | BrStr |
| ----------------------- | ----- | -- | --- | --- | --- | ---- | ----- |
| CD Universidad Católica | 6     | 4  | 2   | 0   | 10  | 9    | 4     |
| CSD Colo-Colo           | 6     | 4  | 1   | 1   | 9   | 7    | 3     |
| Marítimo Caracas        | 6     | 0  | 3   | 3   | 3   | 2    | 5     |
| Táchira San Cristóbal   | 6     | 0  | 2   | 4   | 2   | 2    | 8     |

### Grupa 2Argentyna,Ekwador
| 06.07 CA Newell’s Old Boys – San Lorenzo de Almagro 0:0                                                                                                  |
| 06.07 Barcelona SC – Filanbanco Guayaquil 4:2 - Carlos Henrique, Toninho Vieira, Adílio, Jimmy Jiménez – Hamilton Emilio Cuvi, Jimmy Alfonso Izquierdo s |
| 12.07 Filanbanco Guayaquil – CA Newell’s Old Boys 1:1 - Hurtado – Abel Eduardo Balbo                                                                     |
| 13.07 Barcelona SC – San Lorenzo de Almagro 2:0 - Jimmy Alfonso Izquierdo, Enrique Taberna                                                               |
| 16.07 Filanbanco Guayaquil – San Lorenzo de Almagro 1:2 - Hamilton Emilio Cuvi – Norberto Ortega Sánchez, Víctor Hugo Ferreyra                           |
| 17.07 Barcelona SC – CA Newell’s Old Boys 0:0 |
| 20.07 Filanbanco Guayaquil – Barcelona SC 1:2 - David Bravo – Jimmy Jiménez (2)                                                                          |
| 21.07 San Lorenzo de Almagro – CA Newell’s Old Boys 0:0                                                                                                  |
| 27.07 San Lorenzo de Almagro – Barcelona SC 2:1 - Blas Armando Giunta, Víctor Hugo Ferreyra – Jimmy Alfonso Izquierdo                                    |
| 29.07 CA Newell’s Old Boys – Filanbanco Guayaquil 1:0 - Jorge Walter Theiler                                                                             |
| 01.08 CA Newell’s Old Boys – Barcelona SC 3:0 - Juan José Rossi (2), Jorge Pautasso                                                                      |
| 02.08 San Lorenzo de Almagro – Filanbanco Guayaquil 2:0 - Daniel Ahmed, Víctor Hugo Ferreyra                                                             |

- z powodu równej liczby punktów rozegrano mecz o pierwsze miejsce

| 07.08 CA Newell’s Old Boys – San Lorenzo de Almagro 1:0 - Víctor Rogelio Ramos |

| Klub                   | Mecze | Zw | Rem | Por | Pkt | BrZd | BrStr |
| ---------------------- | ----- | -- | --- | --- | --- | ---- | ----- |
| CA Newell’s Old Boys   | 6     | 2  | 4   | 0   | 8   | 5    | 1     |
| San Lorenzo de Almagro | 6     | 3  | 2   | 1   | 8   | 6    | 4     |
| Barcelona SC           | 6     | 3  | 1   | 2   | 7   | 9    | 8     |
| Filanbanco Guayaquil   | 6     | 0  | 1   | 5   | 1   | 5    | 12    |

### Grupa 3Kolumbia,Urugwaj
| 29.06 Montevideo Wanderers – Club Nacional de Football 0:0 |
| 30.06 Millonarios FC – América Cali 2:3 - Eduardo Pimentel, Óscar Pajaro Juárez – Anthony William De Avila, Juan Manuel Battaglia, Ricardo Alberto Gareca               |
| 05.07 Montevideo Wanderers – América Cali 1:2 - L. Berger – Sergio Rodolfo Santín, Willington Ortiz                                                                     |
| 08.07 Club Nacional de Football – América Cali 2:0 - Yubert Lemos, Ernesto Vargas                                                                                       |
| 12.07 Montevideo Wanderers – Millonarios FC 2:1 - L. Acosta (2) – Carlos Enrique Estrada                                                                                |
| 15.07 Club Nacional de Football – Millonarios FC 4:1 - Yubert Lemos (2), Jorge Daniel Cardaccio, William Castro – Arnoldo Alberto Iguarán                               |
| 19.07 Club Nacional de Football – Montevideo Wanderers 1:0 - Héctor Morán                                                                                               |
| 20.07 América Cali – Millonarios FC 2:1 - Juan Manuel Battaglia (2) – Jorge Manuel Díaz                                                                                 |
| 23.07 América Cali – Montevideo Wanderers 1:0 - Sergio Rodolfo Santín                                                                                                   |
| 26.07 Millonarios FC – Montevideo Wanderers 3:0 - Arnoldo Alberto Iguarán (2), Óscar Pajaro Juárez                                                                      |
| 29.07 Millonarios FC – Club Nacional de Football 6:1 - Óscar Pajaro Juárez, Arnoldo Alberto Iguarán (2), Mario Alberto Vanemerak (2), Martin Lasarte s – Ernesto Vargas |
| 03.08 América Cali – Club Nacional de Football 0:0 |

| Klub                      | Mecze | Zw | Rem | Por | Pkt | BrZd | BrStr |
| ------------------------- | ----- | -- | --- | --- | --- | ---- | ----- |
| América Cali              | 6     | 4  | 1   | 1   | 9   | 8    | 6     |
| Club Nacional de Football | 6     | 3  | 2   | 1   | 8   | 8    | 7     |
| Millonarios FC            | 6     | 2  | 0   | 4   | 4   | 14   | 12    |
| Montevideo Wanderers      | 6     | 1  | 1   | 4   | 3   | 3    | 8     |

### Grupa 4Boliwia,Paragwaj
| 05.07 Club Bolívar – Oriente Petrolero 1:2 - Luis Fernando Salinas – Carlos Amodeo, Claudio Ubaldo Chena                              |
| 06.07 Cerro Porteño – Club Olimpia 0:0                                                                                                |
| 19.07 Oriente Petrolero – Club Olimpia 1:0 - Celio Alves                                                                              |
| 22.07 Club Bolívar – Club Olimpia 2:0 - Luis Francisco Takeo, Luis Fernando Salinas                                                   |
| 26.07 Oriente Petrolero – Cerro Porteño 2:2 - Celio Alves, Claudio Ubaldo Chena – Suca, Félix Brítez Román                            |
| 29.07 Club Bolívar – Cerro Porteño 2:0 - Wílliam Luis Ramallo (2)                                                                     |
| 09.08 Oriente Petrolero – Club Bolívar 1:3 - Carlos Amodeo – Jorge Alberto Hirano (2), Carlos Fernando Borja                          |
| 10.08 Club Olimpia – Cerro Porteño 1:0 - Robson                                                                                       |
| 16.08 Cerro Porteño – Oriente Petrolero 1:0 - Tarciso                                                                                 |
| 19.08 Club Olimpia – Oriente Petrolero 1:2 - Raúl Vicente Amarilla – Carlos Da Silva (2)                                              |
| 23.08 Cerro Porteño – Club Bolívar 3:2 - Félix Brítez Román (3) – Jorge Alberto Hirano, Vladimir Soria                                |
| 26.08 Club Olimpia – Club Bolívar 4:2 - Jorge Villalba, Raúl Vicente Amarilla (2), Robson – Carlos Ángel López, Luis Fernando Salinas |

| Klub              | Mecze | Zw | Rem | Por | Pkt | BrZd | BrStr |
| ----------------- | ----- | -- | --- | --- | --- | ---- | ----- |
| Oriente Petrolero | 6     | 3  | 1   | 2   | 7   | 8    | 8     |
| Club Bolívar      | 6     | 3  | 0   | 3   | 6   | 12   | 10    |
| Cerro Porteño     | 6     | 2  | 2   | 2   | 6   | 6    | 7     |
| Club Olimpia      | 6     | 2  | 1   | 3   | 5   | 6    | 7     |

### Grupa 5Brazylia,Peru
| 01.07 Universitario de Deportes – Alianza Lima 0:0                                             |
| 02.07 Sport Recife – Guarani FC 0:1 - Zico s                                                   |
| 08.07 Alianza Lima – Guarani FC 2:1 - Juan Máximo Reynoso, Eral – Mario                        |
| 12.07 Universitario de Deportes – Guarani FC 1:1 - Pedro Jesús Requena – Careca                |
| 18.07 Universitario de Deportes – Sport Recife 1:0 - Eduardo Rey Muñoz                         |
| 22.07 Alianza Lima – Sport Recife 0:1 - Betão                                                  |
| 03.08 Alianza Lima – Universitario de Deportes 0:2 - José Guillermo del Solar, Juvenal Briceño |
| 03.08 Guarani FC – Sport Recife 4:1 - Neto, Beto, Careca, Tony – Robertinho                    |
| 16.08 Sport Recife – Alianza Lima 5:0 - Nando (2), Robertinho (2), Edson                       |
| 19.08 Guarani FC – Alianza Lima 1:0 - Careca                                                   |
| 23.08 Sport Recife – Universitario de Deportes 0:0                                             |
| 26.08 Guarani FC – Universitario de Deportes 1:1 - Trece s – Eduardo Rey Muñoz                 |

| Klub                      | Mecze | Zw | Rem | Por | Pkt | BrZd | BrStr |
| ------------------------- | ----- | -- | --- | --- | --- | ---- | ----- |
| Guarani FC                | 6     | 3  | 2   | 1   | 8   | 9    | 5     |
| Universitario de Deportes | 6     | 2  | 4   | 0   | 8   | 5    | 2     |
| Sport Recife              | 6     | 2  | 1   | 3   | 5   | 7    | 6     |
| Alianza Lima              | 6     | 1  | 1   | 4   | 3   | 2    | 10    |

### Obrońca tytułu
| CA Peñarol jako obrońca tytułu awansował do 1/8 finału bez gry |

## 1/8 finału
| CD Universidad Católica – Club Nacional de Football 1:1 i 0:0 1. 07.09 Ruben Alberto Espinoza – Daniel Felipe Revélez 2. 14.09 0:0 |
| América Cali – Universitario de Deportes 1:0 i 2:2 1. 07.09 Anthony William De Avila 2. 14.09 Ricardo Alberto Gareca (2) – Juvenal Briceño, Pedro Jesús Requena |
| Oriente Petrolero – CSD Colo-Colo 2:1 i 0:0 1. 08.09 Lizardo Antonio Garrido s, Víctor Hugo Antelo – Arturo Jauregui 2. 14.09 |
| San Lorenzo de Almagro – Guarani FC 1:1 i 1:0 1. 07.09 Norberto Ortega Sánchez – Tony 2. 14.09 Alberto Federico Acosta |
| Club Bolívar – CA Newell’s Old Boys 1:0 i 0:1, karne 2:3 1. 07.09 Carlos Fernando Borja 2. 14.09 Víctor Rogelio Ramos 3. karne 2:3: Carlos Ángel López (+), Christian Juan Angeletti (+), Carlos Fernando Borja (-), Juan José Urruti (-). Luis Fernando Salinas (-) – Darío Javier Franco (+), Jorge Walter Theiler (+), Jorge Gabrich (+), Juan José Rossi (-), Roberto Néstor Sensini (-) |
| wolny los: CA Peñarol |

## 1/4 finału
| CA Newell’s Old Boys – Club Nacional de Football 1:1 i 1:2 1. 22.09 Jorge Pautasso – Juan Carlos De Lima 2. 28.09 Jorge Daniel Cardaccio s – Santiago Ostolaza, Yubert Lemos |
| CA Peñarol – San Lorenzo de Almagro 0:0 i 0:1 1. 21.09 0:0 2. 28.09 Norberto Ortega Sánchez                                                                                  |
| Oriente Petrolero – América Cali 1:1 i 0:2 1. 21.09 Celio Alves – Ricardo Alberto Gareca 2. 28.09 Jairo Ampudia, Carlos Amodeo s                                             |
| CA Newell’s Old Boys awansował do 1/2 finału jako najlepszy z przegranych |

## 1/2 finału
| Club Nacional de Football – América Cali 1:0 i 1:1 1. 05.10 Yubert Lemos 2. 12.10 Juan Carlos De Lima – Anthony William De Avila                    |
| CA Newell’s Old Boys – San Lorenzo de Almagro 1:0 i 2:1 1. 05.10 Roque Raúl Alfaro 2. 12.10 Juan José Rossi, Gabriel Omar Batistuta – Sergio Marchi |

## FINAŁ
| CA Newell’s Old Boys – Club Nacional de Football 1:0 i 0:3 (dog) - w obu meczach liczyła się tylko liczba punktów – stąd pomimo zwycięstwa w drugim meczu drużyny Nacional różnicą aż trzech goli, zarządzono dogrywkę i od tego momentu zaczęły mieć znaczenie także bramki. W dogrywce żaden gol nie padł i Nacional został zdobywcą pucharu. |
| 19 października 1988 Rosario Estadio Gigante de Arroyito (45 000) CA Newell’s Old Boys – Club Nacional de Football 1:0 (0:0) Sędzia: Hernán Silva (Chile) Bramki: 1:0 Jorge Gabrich 60 Club Atlético Newell’s Old Boys: Norberto Scoponi – Juan Manuel Llop, Jorge Walter Theiler, Jorge Pautasso, Roberto Néstor Sensini, Gerardo Martino (81 Miguel Angel Fullana), Darío Javier Franco, Roque Raúl Alfaro, Juan José Rossi, Gabriel Omar Batistuta, Sergio Omar Almirón (46 Jorge Gabrich) Club Nacional de Football: Jorge Fernando Seré – José Luis Pintos Saldaña, Daniel Felipe Revélez, Hugo Eduardo de León, Carlos Fabier Soca, Yubert Lemos, Santiago Ostolaza, Jorge Daniel Cardaccio, William Castro, Ernesto Vargas (89 Daniel Carreño), Juan Carlos De Lima. |
| 26 października 1988 Montevideo Estadio Centenario (75 000) Club Nacional de Football – CA Newell’s Old Boys 3:0 (3:0, 2:0) Sędzia: Arnaldo César Coelho (Brazylia) Bramki: 1:0 Ernesto Vargas 13, 2:0 Santiago Ostolaza 36, 3:0 Hugo Eduardo de León 78 Czerwone kartki: Jorge Pautasso (Newell’s Old Boys) 115, Héctor Morán (Nacional) 115 Club Nacional de Football: Jorge Fernando Seré – José Luis Pintos Saldaña, Daniel Felipe Revélez, Hugo Eduardo de León, Carlos Fabier Soca, Yubert Lemos, Santiago Ostolaza, Jorge Daniel Cardaccio, William Castro (11 Héctor Morán), Ernesto Vargas (54 Daniel Carreño), Juan Carlos De Lima. Trener: Roberto Fleitas Club Atlético Newell’s Old Boys: Norberto Scoponi – Juan Manuel Llop (Víctor Rogelio Ramos), Jorge Walter Theiler, Jorge Pautasso, Roberto Néstor Sensini, Gerardo Martino, Darío Javier Franco, Roque Raúl Alfaro (46 Sergio Omar Almirón), Juan José Rossi, Jorge Gabrich, Gabriel Omar Batistuta. Trener: José Vudica |

## Klasyfikacja
Poniższa tabela ma charakter statystyczny. O kolejności decyduje na pierwszym miejscu osiągnięty etap rozgrywek, a dopiero potem dorobek bramkowo-punktowy. W przypadku klubów, które odpadły w rozgrywkach grupowych o kolejności decyduje najpierw miejsce w tabeli grupy, a dopiero potem liczba zdobytych punktów i bilans bramkowy.
| Poz                                                                     | Klub                      | Mecze | Zw | Rem | Por | Pkt | BrZd | BrStr |
| ----------------------------------------------------------------------- | ------------------------- | ----- | -- | --- | --- | --- | ---- | ----- |
| 1                                                                       | Club Nacional de Football | 14    | 6  | 6   | 2   | 18  | 17   | 12    |
| 2                                                                       | CA Newell’s Old Boys      | 15    | 7  | 5   | 3   | 19  | 13   | 9     |
| 3                                                                       | América Cali              | 12    | 6  | 4   | 2   | 16  | 15   | 11    |
| 4                                                                       | San Lorenzo de Almagro    | 13    | 5  | 4   | 4   | 14  | 10   | 9     |
| 5                                                                       | Oriente Petrolero         | 10    | 4  | 3   | 3   | 11  | 11   | 12    |
| 6                                                                       | CA Peñarol                | 2     | 0  | 1   | 1   | 1   | 0    | 1     |
| 7                                                                       | CD Universidad Católica   | 8     | 4  | 4   | 0   | 12  | 10   | 5     |
| 8                                                                       | CSD Colo-Colo             | 8     | 4  | 2   | 2   | 10  | 8    | 5     |
| 9                                                                       | Guarani FC                | 8     | 3  | 3   | 2   | 9   | 10   | 7     |
| 10                                                                      | Universitario de Deportes | 8     | 2  | 5   | 1   | 9   | 7    | 5     |
| 11                                                                      | Club Bolívar              | 8     | 4  | 0   | 4   | 8   | 13   | 11    |
| 12                                                                      | Barcelona SC              | 6     | 3  | 1   | 2   | 7   | 9    | 8     |
| 13                                                                      | Cerro Porteño             | 6     | 2  | 2   | 2   | 6   | 6    | 7     |
| 14                                                                      | Sport Recife              | 6     | 2  | 1   | 3   | 5   | 7    | 6     |
| 15                                                                      | Millonarios FC            | 6     | 2  | 0   | 4   | 4   | 14   | 12    |
| 16                                                                      | Marítimo Caracas          | 6     | 0  | 3   | 3   | 3   | 2    | 5     |
| 17                                                                      | Club Olimpia              | 6     | 2  | 1   | 3   | 5   | 6    | 7     |
| 18                                                                      | Montevideo Wanderers      | 6     | 1  | 1   | 4   | 3   | 3    | 8     |
| 19                                                                      | Alianza Lima              | 6     | 1  | 1   | 4   | 3   | 2    | 10    |
| 20                                                                      | Táchira San Cristóbal     | 6     | 0  | 2   | 4   | 2   | 2    | 8     |
| 21                                                                      | Filanbanco Guayaquil      | 6     | 0  | 1   | 5   | 1   | 5    | 12    |
| Podsumowanie: 83 mecze, w tym 25 remisów, 170 bramek – 2.05 bramek/mecz |                           |       |    |     |     |     |      |       |